# Virus leucémogène félin
Gammaretrovirus felleu
Espèce
Gammaretrovirus felleu, aussi appelé virus leucémogène félin ou virus de la leucose féline (FeLV, Feline leukemia virus), est une espèce de virus de la famille des Retroviridae et du genre Gammaretrovirus, impliqué dans la leucose féline, une maladie affectant les félidés.
Il est isolé pour la première fois dans les années 1960. Le test qui a permis de le mettre en évidence a été développé en 1973.

## Référence biologique
- (en) ICTV : Feline leukemia virus  (consulté le 12 février 2021)